# Municipio de Oakville (Dakota del Norte)
El municipio de Oakville (en inglés: Oakville Township) es un municipio ubicado en el condado de Grand Forks en el estado estadounidense de Dakota del Norte. En el año 2010 tenía una población de 200 habitantes y una densidad poblacional de 2,2 personas por km².

## Geografía
El municipio de Oakville se encuentra ubicado en las coordenadas 47°53′0″N 97°18′20″O / 47.88333, -97.30556. Según la Oficina del Censo de los Estados Unidos, el municipio tiene una superficie total de 90.92 km², de la cual 90,8 km² corresponden a tierra firme y (0,13 %) 0,12 km² es agua.

## Demografía
Según el censo de 2010, había 200 personas residiendo en el municipio de Oakville. La densidad de población era de 2,2 hab./km². De los 200 habitantes, el municipio de Oakville estaba compuesto por el 93,5 % blancos, el 1,5 % eran afroamericanos, el 2,5 % eran amerindios, el 1,5 % eran asiáticos, el 0,5 % eran isleños del Pacífico y el 0,5 % eran de una mezcla de razas. Del total de la población el 4 % eran hispanos o latinos de cualquier raza.